# Benāvīleh-ye Kūchak
Benāvīleh-ye Kūchak (persiska: بناویله کوچک) är en ort i Iran.   Den ligger i provinsen Västazarbaijan, i den nordvästra delen av landet, 500 km väster om huvudstaden Teheran. Benāvīleh-ye Kūchak ligger 1 299 meter över havet och antalet invånare är 360.
Terrängen runt Benāvīleh-ye Kūchak är huvudsakligen kuperad, men den allra närmaste omgivningen är platt.Runt Benāvīleh-ye Kūchak är det ganska tätbefolkat, med 93 invånare per kvadratkilometer. Närmaste större samhälle är Kānī Sūr, 13,6 km sydost om Benāvīleh-ye Kūchak. Trakten runt Benāvīleh-ye Kūchak består i huvudsak av gräsmarker.